# Jeff Bodart
Jean-François (Jeff) Bodart (Farciennes, 30 september 1962 - Charleroi, 20 mei 2008) was een Waals rockzanger.

## Levensloop
Bodart werd geboren in de omgeving van Charleroi. Zijn eerste ervaring met de muziekwereld deed hij begin de jaren tachtig op met het punkgroepje Spasmes. Met het groepje Aphrodisiax bracht hij zijn eerste single uit: Sex Symbole. De single was zelf geproduceerd en was de enige release van het bandje. Met de twaalfkoppige band Les Gangsters d'Amour verwierf Bodart in 1985 zijn bekendheid in Wallonië en zelfs ver daarbuiten. In de jaren tachtig brachten zij verschillende nummers uit, waaronder Bonnie & Clyde, S.O.S. Barracuda en Meurtre à Hawaï. Hun eerste plaat kwam uit in 1986 en heette Les Gangsters d'Amour ne mentent jamais, in 1989 volgde een tweede album genaamd Spirito. De band was vooral populair vanwege het spektakel, maar in 1991 stopte de band ermee.
Bodart ging vanaf dan zijn eigen weg. In 1994 kwam hij met het vrolijke nummer Du vélo sans les mains aanzetten. Na deze single bracht hij bij AMC-Records een cd uit met dezelfde titel. Andere nummers op deze cd die het in Wallonië goed deden zijn Chacun son histoir en 3 minutes, 30 secondes. Na de release maakte Bodart een tour doorheen België en Frankrijk met zijn trouwe musicanten Olivier Bodson (percussie, trompet en gitaar) en Pierre 'Julio' Gillet (percussie, klavier en gitaar). Zijn tweede plaat heette Histoires Universelles en kwam uit in 1997. In 2001 stapt hij over naar het platenlabel ICP en volgt zijn derde cd Ça ne me suffit plus. Twee jaar later volgt T'es rien ou t'es quelqu'un. Bodart werkte ook vele jaren professioneel samen met muziekproducer en vriend Firmin Michiels.
In het voorjaar van 2008 kreeg hij een beroerte waardoor hij in het ziekenhuis moest worden opgenomen. Daar kreeg hij later opnieuw een beroerte. Hij werd in een kunstmatige coma gebracht waaruit hij niet meer ontwaakte. Jeff Bodart overleed op 45-jarige leeftijd.

## Discografie
- 1994: Du Vélo Sans Les Mains
- 1997: Histoires Universelle
- 2001: Ça ne me suffit plus
- 2003: T'es rien ou t'es quelqu'un
- 2008: Et parfois c'est comme ça